# Dothiorella opuntiae
Dothiorella opuntiae är en svampart som först beskrevs av Siemaszko, och fick sitt nu gällande namn av Franz Petrak 1927. Dothiorella opuntiae ingår i släktet Dothiorella och familjen Botryosphaeriaceae.   Inga underarter finns listade i Catalogue of Life.